# Koče (Postojna, Slovenija)
Koče je naselje u slovenskoj Općini Postojni. Koče se nalazi u pokrajini Notranjskoj i statističkoj regiji Notranjsko-kraškoj. 

## Stanovništvo
Prema popisu stanovništva iz 2002. godine naselje je imalo 235 stanovnika.